# San Francisco (Carlo Crivelli)
San Francisco es una pintura al temple y oro sobre tabla (180 x 65 cm, pero originalmente 180 x 54 cm) de Carlo Crivelli, datada hacia 1471 aproximadamente y conservada en los Museos Reales de Bellas Artes de Bélgica de Bruselas. Fue extraída de un compartimento lateral del desmembrado Políptico de Montefiore dell'Aso.

## Historia
El políptico, en la iglesia de San Francisco de Montefiore dell'Aso, fue desmembrado en el siglo XIX y, a excepción de los paneles que permanecieron en Montefiore (reemsamblados en el denominado Tríptico de Montefiore), pasó al anticuario romano Vallati en 1858, siendo luego dispersados en el comercio del arte. La Madonna y el San Francisco fueron vendidos en 1862 al museo de Bruselas.
Allí, el San Francisco fue ampliado a los lados para proporcionarle unas dimensiones similares a la Madonna, e insertado en un arco neogótico del todo análogo, para exhibirlos formando un pendant.

## Descripción y estilo
San Francisco se encontraba a la derecha de María también originalmente, en la posición que generalmente se reservaba para el santo titular de la iglesia a la que iba destinado el retablo. Aparece de pie, en hábito y descalzo, mientras con las manos abre suavemente un corte en la tela para mostrar la herida en el costado; en las manos también son claramente visibles los otros estigmas. La mirada se dirige al exterior, hacia arriba, con la boca entreabierta en una mueca que parece casi grotesca, acentuada por las venas pulsantes de sienes y cuello y la rotación de la cabeza.
Intensa es también la gestualidad de las manos, como es típico en Crivelli, con cada uno de los dedos en una estudiada posición, un poco artificiosamente teatral, pero peculiarísima de su estilo.
El hábito se drapea verticalmente con pliegues que caen a plomo, generando fuertes efectos de claroscuro, mientras sobre las mangas se frunce, evitando cualquier esquematismo.